# ウルトラマン クロニクルZ ヒーローズオデッセイ
『ウルトラマン クロニクルZ ヒーローズオデッセイ』（ULTRAMAN CHRONICLEZ HEROE'S ODYSSEY）は、2021年1月9日から6月26日にかけてテレビ東京系列で毎週土曜 9:00 - 9:30（JST）にて放送された円谷プロダクション制作の特撮テレビドラマ。
ウルトラマンゼロが『ウルトラマンティガ』および『ウルトラマンZ』を中心に「ウルトラシリーズ」を振り返る内容となっている。

## 声の出演
- ウルトラマンゼロ - 宮野真守
- ナレーション - 福原かつみ
- ウルトラマンゼット - 畠中祐 (18,19)

なお、『ティガ』『ダイナ』関連の映像からは、ダイゴの登場シーンが演じていた長野博の所属事務所の方針（詳細はジャニーズ事務所#肖像権管理を参照）により、すべて編集でカットされている。また、アスカ・シンの登場シーンも第16話まではカットされており、アスカ役のつるの剛士はTwitterで「一緒に見ている子供にも聞かれるが映らない理由は自身も分からない」と語っている。

## スタッフ
- 監修 - 塚越隆行
- 企画 - 黒澤桂、金木勲、春山ゆきお
- プロデューサー・構成 - 杉野理人
- スーツアクター - 岩田栄慶、寺井大介、桑原義樹、岡部暁、石川真之介、大村将弘
- 映像監修 - 池田遼
- 演出 - 中山剛平
- 音響効果 - 矢崎大貴
- プロダクションアシスタント - 古川貴裕
- 撮影 - 石坂良雄
- 編集 - 西田光憲、菊地和美、町田光、中村武
- MA - 野島秀英、大須賀尚子
- 番組担当 - 大石淳子（テレビ東京）、嵯峨隼人
- 番組宣伝 - 徳田良平
- 番宣担当 - 大江繭子（テレビ東京）
- 音楽協力 - テレビ東京ミュージック
- 制作協力 - 千代田ビデオ、東映ラボ・テック
- 制作 - 円谷プロダクション

## 主題歌
「Ultra Spiral」
作詞 - TAKERU、瀬下千品 / 作曲・編曲 - 小西貴雄 / アーティスト - ボイジャー
元は2019年に配信された『ウルトラギャラクシーファイト ニュージェネレーションヒーローズ』の主題歌。第13話以降は一部映像が変更された。

## 放送リスト
今回のサブタイトルは映画の分割再放送以外すべて「ウルトラマンたちの主題歌（および歌詞の一部）」の混成となっている。
| 放送回 | 放送日        | サブタイトル                     | 放送エピソード | 内容 |
| ------ | ------------- | -------------------------------- | --- | --- |
| 第1話  | 2021年 1月9日 | Connect to TIGA                  | 『ウルトラマンティガ』#1 『ウルトラマンゼロ THE MOVIE 超決戦!ベリアル銀河帝国』 『ウルトラマンZ』#1                          | ティガとゼットのデビュー戦を解説する総集編 |
| 第2話  | 1月16日       | グローイングブレイブ             | 『ウルトラマンティガ』#2,3 『ウルトラマンZ』#3,9                                                                             | ティガとゼットのタイプチェンジを解説する総集編 |
| 第3話  | 1月23日       | 勇気の光があらわれる             | 『ウルトラマンダイナ』#26 『ウルトラマンガイア』#44 『劇場版 ウルトラマンギンガS 決戦!ウルトラ10勇士!!』 『ウルトラマンZ』#8 | ウルトラマンゼット ガンマフューチャーとその力の元になったダイナとガイア、そしてゼットとティガに共通して因縁があるファイブキングの構成怪獣についてアグルも交えながら解説する総集編 |
| 第4話  | 1月30日       | 君の待つ明日へ                   | 『ウルトラマンティガ』#1,3,25,51,52 『ウルトラマンZ』#15                                                                     | ティガの最終決戦を解説する総集編 |
| 第5話  | 2月6日        | なんのために誰のために           | 『ウルトラマンダイナ』#49 『ウルトラマンZ』#23                                                                               | 人造ウルトラマンとその末路を解説する総集編 |
| 第6話  | 2月13日       | 共に戦え                         | 『ウルトラマンティガ』#1,2,19,20,38 『ウルトラマンZ』#2,4,12,21                                                              | ウルトラマンたちと戦う防衛組織および主要メカニックを解説する総集編 |
| 第7話  | 2月20日       | ここから一歩もさがらない         | 『ウルトラマンガイア』#49,50,51 『ウルトラマンZ』#25                                                                         | ガイアとアグルの最終決戦を解説する総集編 |
| 第8話  | 2月27日       | 何を背負い揺れ動く               | 『ウルトラマンガイア』#18 『ウルトラマンZ』#5                                                                                | ウルトラマンと敵対した経験のあるジャグラス ジャグラーとウルトラマンアグルを紹介する総集編                                                                                         |
| 第9話  | 3月6日        | 試される明日                     | 『ウルトラマンティガ』#25 『ウルトラマンZ』#10,17,22                                                                         | 複数回地球侵略を企んだ敵を紹介する総集編 |
| 第10話 | 3月13日       | スパーク! 心と力をリンクさせ     | 『ウルトラマンX』#21,22 『ウルトラマンZ』#15                                                                                 | グリーザとの戦いを紹介する総集編 |
| 第11話 | 3月20日       | 光の星の戦士たち・前編           | 『ウルトラマンティガ&ウルトラマンダイナ 光の星の戦士たち』 『ウルトラマンZ』#6                                               | 『光の星の戦士たち』のダイジェスト放送 |
| 第12話 | 3月27日       | 光の星の戦士たち・後編           | 『ウルトラマンティガ&ウルトラマンダイナ 光の星の戦士たち』                                                                   | 『光の星の戦士たち』のダイジェスト放送 |
| 第13話 | 4月3日        | 超時空の大決戦・前編             | 『ウルトラマンティガ・ウルトラマンダイナ&ウルトラマンガイア 超時空の大決戦』                                                 | 『超時空の大決戦』の分割放送 |
| 第14話 | 4月10日       | 超時空の大決戦・中編             | 『ウルトラマンティガ・ウルトラマンダイナ&ウルトラマンガイア 超時空の大決戦』                                                 | 『超時空の大決戦』の分割放送 |
| 第15話 | 4月17日       | 超時空の大決戦・後編             | 『ウルトラマンティガ・ウルトラマンダイナ&ウルトラマンガイア 超時空の大決戦』                                                 | 『超時空の大決戦』の分割放送 |
| 第16話 | 4月24日       | ULTRA HIGH                       | 『ウルトラマンダイナ』#31 『ウルトラマンガイア』#16,27                                                                       | 偽ウルトラマンとの対決を紹介する総集編 |
| 第17話 | 5月1日        | 世界中が君を待っている           | 『ウルトラマンオーブ』#1,3,4,5,12,15,17,23 『ウルトラマンZ』#22                                                              | ティガの力も借りるウルトラマンオーブを紹介する総集編 |
| 第18話 | 5月8日        | この地球を守りたい               | 『ウルトラマンZ』#23-25 | 『Z』の最終章を、本編後のゼットが前後篇で紹介する総集編 |
| 第19話 | 5月15日       | FIGHTING SOUL                    | 『ウルトラマンZ』#25 | 『Z』の最終章を、本編後のゼットが前後篇で紹介する総集編 |
| 第20話 | 5月22日       | たとえ力が強くても               | 『ウルトラマンティガ』#43,44 『ウルトラマンゼロ THE MOVIE 超決戦!ベリアル銀河帝国』                                          | ティガとイーヴィルティガの戦いを中心に紹介する総集編 |
| 第21話 | 5月29日       | 光の国からはるかに越えて         | 『ウルトラマンティガ』#49 『ウルトラマンZ』#19                                                                               | ティガやゼットを始めとするウルトラマンの共闘を紹介する総集編 |
| 第22話 | 6月5日        | きたぞ！すすめ！時のゲート開けて | 『大決戦!超ウルトラ8兄弟』 『劇場版 ウルトラマンX きたぞ！われらのウルトラマン』 『ウルトラマンZ』#7                         | ティガやゼットを始めとするウルトラマンの共闘を紹介する総集編 |
| 第23話 | 6月12日       | もっと高く                       | 『ウルトラマンティガ』#50 『ウルトラマンR/B』#1,2,3,5                                                                        | ティガとティガの力を借りたブルによる空中戦を紹介する総集編 |
| 第24話 | 6月19日       | 向かい合う時が来た               | 『大怪獣バトル ウルトラ銀河伝説 THE MOVIE』 『ウルトラマンティガ THE FINAL ODYSSEY』                                         | ゼロとティガの過去を紹介する総集編 |
| 第25話 | 6月26日       | 君の待つ未来へ                   | 『ウルトラマンティガ THE FINAL ODYSSEY』 『ウルトラマンティガ』#52                                                           | 『THE FINAL ODYSSEY』のダイジェスト放送 |

## 放送局
| 放送期間                                           | 放送時間                          | 放送局           | 対象地域       | 備考           |
| -------------------------------------------------- | --------------------------------- | ---------------- | -------------- | -------------- |
| 2021年1月9日 - 6月26日                             | 土曜 9:00 - 9:30                  | テレビ東京       | 関東広域圏     | 制作局         |
|                                                    |                                   | テレビ北海道     | 北海道         |                |
|                                                    |                                   | テレビ愛知       | 愛知県         |                |
|                                                    |                                   | テレビ大阪       | 大阪府         |                |
|                                                    |                                   | テレビせとうち   | 岡山県・香川県 |                |
|                                                    |                                   | TVQ九州放送      | 福岡県         |                |
| 2021年1月24日 - 7月11日                            | 日曜 5:20 - 5:50                  | 広島ホームテレビ | 広島県         | テレビ朝日系列 |
| 2021年1月31日 - 7月18日                            | 日曜 5:15 - 5:45                  | 北日本放送       | 富山県         | 日本テレビ系列 |
|                                                    | 日曜 5:45 - 6:15                  | 静岡第一テレビ   | 静岡県         | 日本テレビ系列 |
| 2021年1月31日 - 7月25日                            | 日曜 6:15 - 6:45                  | 琉球放送         | 沖縄県         | TBS系列        |
| 2021年2月19日 - 8月13日                            | 金曜 5:30 - 6:00                  | 宮崎放送         | 宮崎県         | TBS系列        |
| 2021年2月21日 - 3月28日 2021年4月3日 - 8月14日     | 日曜 6:15 - 6:45 土曜 5:45 - 6:15 | テレビユー福島   | 福島県         | TBS系列        |
| 2021年2月21日 - 8月8日                             | 日曜 6:30 - 7:00                  | 石川テレビ       | 石川県         | フジテレビ系列 |
| 制作局と同時ネットの放送局はすべてテレビ東京系列。 |                                   |                  |                |                |

| 配信開始日   | 配信時間       | 配信サイト                                                                |
| ------------ | -------------- | ------------------------------------------------------------------------- |
| 2021年1月9日 | 土曜 9:30 更新 | あにてれ ネットもテレ東 TVer YouTube ULTRAMAN OFFICIAL by TSUBURAYA PROD. |